# MTV Video Music Awards 2014
MTV Video Music Awards 2014 – trzydziesta pierwsza gala rozdania nagród MTV Video Music Awards, która odbyła się 24 sierpnia 2014 roku w Kia Forum w Inglewood. Gala była nadawana na żywo na antenach MTV, MTV2, VH1 oraz Logo TV. Nominacje ogłoszono 17 lipca 2014 roku. Najwięcej, bo aż osiem, otrzymały ex aequo: Beyoncé oraz Iggy Azalea, zaś na drugim miejscu uplasował się Eminem z siedmioma nominacjami.
Najwięcej nagród zdobyła Beyoncé. Piosenkarka otrzymała statuetki w czterech kategoriach: Najlepsza współpraca wspólnie z Jayem-Z (za „Drunk in Love”), Najlepsza kinematografia i Najlepszy teledysk ze społecznym przekazem (za „Pretty Hurts”) oraz nagroda specjalna Video Vanguard Award imienia Michaela Jacksona. Oglądalność gali wynosiła 8,3 milionów widzów.

## Gala

### Występy
| Wykonawcy                          | Piosenki |
| Przed właściwym show               | Przed właściwym show |
| ---------------------------------- | --- |
| Fifth Harmony                      | „Boss” |
| Charli XCX                         | „Boom Clap” |
| Właściwe show                      | |
| Ariana Grande Nicki Minaj Jessie J | „Break Free” (Grande) „Anaconda” (Minaj) „Bang Bang” |
| Taylor Swift                       | „Shake It Off” |
| Sam Smith                          | „Stay with Me” |
| Usher Nicki Minaj                  | „She Came to Give It to You” |
| 5 Seconds of Summer                | „Amnesia” |
| Iggy Azalea Rita Ora               | „Black Widow” |
| Maroon 5                           | „Maps” „One More Night” (na zewnątrz) |
| Beyoncé                            | Beyoncé Medley 1. „Mine” 2. „Haunted” (zawiera fragmenty piosenek „Ghost” i „Pretty Hurts”) 3. „No Angel” 4. „Jealous” 5. „Blow” 6. „Drunk in Love” 7. „Rocket” 8. „Partition” 9. „Flawless” (zawiera fragmenty piosenek „Superpower” i „Flawless (Remix)”) 10. „Yoncé” 11. „Blue” (zawiera fragment piosenki „Heaven”) 12. „XO” |

DJ podczas przerw reklamowych
- DJ Mustard

## Prezenterzy

### Przed galą
- Lucy Hale i Sway – gospodarze
- Lucy Hale – wręczenie nagrody w kategorii Najlepszy teledysk tekstowy
- Christina Garibaldi – czerwony dywan
- Ingrid Nilsen i Becky G[7] – korespondenci ds. mody

### Właściwa gala
- Gwen Stefani i Snoop Dogg – wręczenie nagrody w kategorii Najlepszy żeński teledysk
- Jay Pharoah – krótki stand-up, poinformowanie o procedurze głosowania
- Lorde – zapowiedź występu Taylor Swift
- Chelsea Handler – wręczenie nagrody w kategorii Najlepszy męski teledysk
- Jay Pharoah, jako Jay-Z – krótki stand-up, poinformowanie o procedurze głosowania
- Jim Carrey i Jeff Daniels – wręczenie nagrody w kategorii Najlepszy teledysk popowy
- Kim Kardashian West – zapowiedź występu Sama Smitha
- Common – przemowa o sytuacji w Ferguson, gdzie w 2014 roku doszło do zamieszek, wręczenie nagrody w kategorii Najlepszy teledysk hip hopowy
- Jay Pharoah, jako Kanye West – krótki stand-up, poinformowanie o procedurze głosowania
- Uzo Aduba, Laverne Cox i Taylor Schilling – zapowiedź występu Ushera i Nicki Minaj
- Nina Dobrev i Trey Songz – wręczenie nagrody w kategorii Najlepszy teledysk rockowy
- Chloë Moretz i Dylan O’Brien – zapowiedź występu 5 Seconds of Summer
- Jay Pharoah – wręczenie nagrody w kategorii Najlepszy nowy artysta
- Jennifer Lopez – zapowiedź występu Iggy Azalei i Rity Ory
- Demi Lovato i Jason Derulo – zapowiedź występu Maroon 5
- Jimmy Fallon – wręczenie nagrody w kategorii Teledysk roku
- Jay-Z i Blue Ivy Carter – wręczenie nagrody w kategorii MTV Video Vanguard Award

## Nagrody i nominacje
Opracowano na podstawie materiału źródłowego.

### Teledysk roku
- Miley Cyrus – „Wrecking Ball”
  - Iggy Azalea (featuring Charli XCX) – „Fancy”
  - Beyoncé (featuring Jay-Z) – „Drunk in Love”
  - Sia – „Chandelier”
  - Pharrell Williams – „Happy”

### Najlepszy żeński teledysk
- Katy Perry (featuring Juicy J) – „Dark Horse”
  - Iggy Azalea (featuring Charli XCX) – „Fancy”
  - Beyoncé – „Partition”
  - Ariana Grande (featuring Iggy Azalea) – „Problem”
  - Lorde – „Royals”

### Najlepszy męski teledysk
- Ed Sheeran (featuring Pharrell Williams) – „Sing”
  - Eminem (featuring Rihanna) – „The Monster”
  - John Legend – „All of Me”
  - Sam Smith – „Stay with Me”
  - Pharrell Williams – „Happy”

### Najlepszy nowy artysta
- Fifth Harmony – „Miss Movin’ On”
  - 5 Seconds of Summer – „She Looks So Perfect”
  - Charli XCX – „Boom Clap”
  - Schoolboy Q – „Man of the Year”
  - Sam Smith – „Stay with Me”

### Najlepszy teledysk popowy
- Ariana Grande (featuring Iggy Azalea) – „Problem”
  - Avicii (featuring Aloe Blacc) – „Wake Me Up”
  - Iggy Azalea (featuring Charli XCX) – „Fancy”
  - Jason Derulo (featuring 2 Chainz) – „Talk Dirty”
  - Pharrell Williams – „Happy”

### Najlepszy teledysk rockowy
- Lorde – „Royals”
  - Arctic Monkeys – „Do I Wanna Know?”
  - The Black Keys – „Fever”
  - Imagine Dragons – „Demons”
  - Linkin Park – „Until It’s Gone”

### Najlepszy teledysk hip hopowy
- Drake (featuring Majid Jordan) – „Hold On, We’re Going Home”
  - Childish Gambino – „3005”
  - Eminem – „Berzerk”
  - Kanye West – „Black Skinhead”
  - Wiz Khalifa – „We Dem Boyz”

### Najlepszy teledysk taneczny
- Zedd (featuring Hayley Williams) – „Stay the Night”
  - Disclosure – „Grab Her!”
  - DJ Snake i Lil Jon – „Turn Down for What”
  - Martin Garrix – „Animals”
  - Calvin Harris – „Summer”

### Najlepsza współpraca
- Beyoncé (featuring Jay-Z) – „Drunk in Love”
  - Chris Brown (featuring Lil Wayne i Tyga) – „Loyal”
  - Eminem (featuring Rihanna) – „The Monster”
  - Ariana Grande (featuring Iggy Azalea) – „Problem”
  - Katy Perry (featuring Juicy J) – „Dark Horse”
  - Pitbull (featuring Kesha) – „Timber”

### Najlepsza reżyseria
- DJ Snake i Lil Jon – „Turn Down for What” (Reżyser: DANIELS)
  - Beyoncé – „Pretty Hurts” (Reżyser: Melina Matsoukas)
  - Miley Cyrus – „Wrecking Ball” (Reżyser: Terry Richardson)
  - Eminem (featuring Rihanna) – „The Monster” (Reżyser: Rich Lee)
  - OK Go – „The Writing’s on the Wall” (Reżyserzy: Damian Kulash, Aaron Duffy & Bob Partington)

### Najlepsza choreografia
- Sia – „Chandelier” (Choreograf: Ryan Heffington)
  - Beyoncé – „Pretty Hurts” (Choreografowie: Svetlana Kostantinova, Philippe Decouflé, Danielle Polanco i Frank Gatson)
  - Jason Derulo (featuring 2 Chainz) – „Talk Dirty” (Choreograf: Amy Allen)
  - Michael Jackson i Justin Timberlake – „Love Never Felt So Good” (Choreografowie: Rich i Tone Talauega)
  - Kiesza – „Hideaway” (Choreograf: Ljuba Castot)
  - Usher – „Good Kisser” (Choreografowie: Jamaica Craft i Todd Sams)

### Najlepsze efekty specjalne
- OK Go – „The Writing’s on the Wall” (Efekty specjalne: 1stAveMachine)
  - Disclosure – „Grab Her!” (Efekty specjalne: Mathematic i Emile Sornin)
  - DJ Snake i Lil Jon – „Turn Down for What” (Efekty specjalne: DANIELS i Zak Stoltz)
  - Eminem – „Rap God” (Efekty specjalne: Rich Lee, Louis Baker, Mammal Studios, Laundry! i Sunset Edit)
  - Jack White – „Lazaretto” (Efekty specjalne: Mathematic i Jonas & François)

### Najlepsza dyrekcja artystyczna
- Arcade Fire – „Reflektor” (Dyrektor artystyczny: Anastasia Masaro)
  - Iggy Azalea (featuring Charli XCX) – „Fancy” (Dyrektor artystyczny: David Courtemarche)
  - DJ Snake i Lil Jon – „Turn Down for What” (Dyrektor artystyczny: Jason Kisvarday)
  - Eminem – „Rap God” (Dyrektor artystyczny: Alex Pacion)
  - Tyler, the Creator – „Tamale” (Dyrektor artystyczny: Tom Lisowski)

### Najlepszy montaż
- Eminem – „Rap God” (Montażysta: Ken Mowe)
  - Beyoncé – „Pretty Hurts” (Montażysta: Jeff Selis)
  - Fitz and The Tantrums – „The Walker” (Montażysta: James Fitzpatrick)
  - MGMT – „Your Life Is a Lie” (Montażysta: Erik Laroi)
  - Zedd (featuring Hayley Williams) – „Stay the Night” (Montażysta: Daniel „Cloud” Campos)

### Najlepsza kinematografia
- Beyoncé – „Pretty Hurts” (Zdjęcia: Darren Lew i Jackson Hunt)
  - Arcade Fire – „Afterlife” (Zdjęcia: Evan Prosofsky)
  - Lana Del Rey – „West Coast” (Zdjęcia: Evan Prosofsky)
  - Gesaffelstein – „Hate or Glory” (Zdjęcia: Michael Ragen)
  - Thirty Seconds to Mars – „City of Angels” (Zdjęcia: David Devlin)

### Najlepszy teledysk ze społecznym przekazem
- Beyoncé – „Pretty Hurts”
  - Avicii – „Hey Brother”
  - J. Cole (featuring TLC) – „Crooked Smile”
  - David Guetta (featuring Mikky Ekko) – „One Voice”
  - Angel Haze (featuring Sia) – „Battle Cry”
  - Kelly Rowland – „Dirty Laundry”

### Najlepszy teledysk tekstowy
- 5 Seconds of Summer – „Don’t Stop”
  - Ariana Grande (featuring Iggy Azalea) – „Problem”
  - Demi Lovato (featuring Cher Lloyd) – „Really Don’t Care”
  - Austin Mahone (featuring Pitbull) – „Mmm Yeah”
  - Katy Perry – „Birthday”

### MTV Video Vanguard Award
- Beyoncé[5]